# Elżbieta Krasicka-Cydzik
Elżbieta Krasicka-Cydzik (ur. 8 października 1949, zm. 18 grudnia 2015 w Zielonej Górze) – polska inżynier mechanik, specjalistka w zakresie biomedycyny. Profesor doktor habilitowana.

## Życiorys
Ukończyła studia na Wydziale Chemicznym Politechniki Krakowskiej, od 1974 była związana z Wydziałem Mechanicznym Politechniki Zielonogórskiej. Doktorat obroniła w 1983 na Politechnice Wrocławskiej uzyskując stopień doktora nauk technicznych w zakresie mechaniki i budowy maszyn (specjalność technologie odlewnicze). W latach 2002–2004 pełniła funkcję polskiego honorowego ambasadora na 7 Światowym Kongresie Biomateriałów w Australii. Stopień naukowy doktora habilitowanego nauk technicznych w zakresie inżynierii materiałowej o specjalności biomateriały, został jej nadany uchwałą Rady Wydziału Inżynierii Materiałowej i Ceramiki Akademii Górniczo-Hutniczej w Krakowie 10 grudnia 2004.
Elżbieta Krasicka-Cydzik prowadziła badania nad modyfikacją właściwości metali w stanie stałym i ciekłym w środowisku soli stopionych, prowadziła diagnostykę i modelowanie procesów degradacji tworzyw konstrukcyjnych, a szczególnie stali implantowych oraz stopów tytanu w środowisku płynów biologicznych in vitro i elementów systemów implantowych które poddawane są zmiennym obiążeniom tj. formowaniu i wykorzystaniu nanostrukturalnych materiałów tlenków na bazie ditlenku tytanu na potrzeby medyczne. W 2010 roku otrzymała Medal Komisji Edukacji Narodowej za osiągnięcia dydaktyczne. Z wnioskiem o przyznanie tytułu profesorskiego wystąpiła Rada Wydziału Mechanicznego-Technologicznego Politechniki Śląskiej w 2013.
Dorobek naukowy prof. Elżbiety Krasickiej-Cydzik obejmuje 145 publikacji, w tym jedna monografia, dwa rozdziały w monografiach zagranicznych, artykuły w czasopismach o zasięgu międzynarodowym oraz krajowym, trzy patenty i pięć skryptów. W 2006 zainicjowała powstanie na Wydziale Mechanicznym Uniwersytetu Zielonogórskiego Zakładu Inżynierii Biomedycznej, którym kierowała. 
Pogrzeb miał miejsce na cmentarzu komunalnym w Zielonej Górze 23 grudnia 2015.

## Członkostwo
- Polskie Stowarzyszenie Biomateriałów (1999);
- International Society of Electrochemistry (1999);
- Komisja Nauk o Materiałach PAN (2003);
- Europejskie Stowarzyszenie Biomateriałów (2004);
- Polskie Towarzystwo Materiałoznawcze (2005);
- Amerykańskie Stowarzyszenie Chemiczne (2008);
- Komisja Biomechaniki Komitetu Mechaniki PAN (2009).